# Russell Trust Association
Russell Trust Association est le nom commercial de la société Skull and Bones et a été créée en 1856.
Elle a été constituée par William Huntington Russell en tant que président, et Daniel Coit Gilman comme premier trésorier. Plus tard, Gilman est devenu président de l'université de Californie à Berkeley et de l'université Johns-Hopkins avant de les quitter pour devenir le premier président de la Fondation Carnegie. Gilman a aussi été l'un des premiers membres de la Russell Sage Foundation.
En 1943, par une loi spéciale de l'État du Connecticut, ses administrateurs ont obtenu une dispense de dépôt de rapport d'entreprise avec le secrétaire d'État, ce qui est, normalement, une condition.
À partir de 1978, les affaires de Russell Trust Association ont été dirigées par son seul administrateur, John B. Madden, partenaire de la banque privée Brown Brothers Harriman & Co. Madden a commencé sa carrière avec Brown Brothers Harriman en 1946, en tant qu'associé principal de Prescott Bush.
Le réseau d'affaires et politique de la Skull and Bones a été détaillé par Antony Cyril Sutton, chercheur de la Hoover Institution dans l'exposé, America's Secret Establishment. Les organisations sociales reliés au réseau de Russell Trust comprennent le Deer Island Club, qui fonctionne aussi comme une corporation.